# Gaspar de Crayer
Gaspar de Crayer, conosciuto anche come Caspar de Crayer (Anversa, 1582 – Gand, 1662), è stato un pittore fiammingo.

## Biografia
Studiò pittura presso Michel Coxcie. In seguito studiò all'accademia di Saint Luc a Bruxelles nel 1607, dove restò fino al 1660, per poi stabilirsi definitivamente a Gand.
Crayer fu uno dei pittori più produttivi e coscienziosi della tarda scuola fiamminga, epigono di Peter Paul Rubens per la vigoria delle opere e di Antoon van Dyck per la cura dei particolari. Ebbe buoni rapporti di conoscenza con gli arciduchi Alberto d'Austria e Isabella Clara Eugenia d'Asburgo, sovrani dei Paesi Bassi cattolici, che lo trattarono sempre con gran rispetto. Il Cardinale-Infante Ferdinando d'Asburgo, fratello del re Filippo IV e governatore dei Paesi Bassi del Sud dopo la morte della zia Isabella Clara Eugenia, lo nominò suo pittore ufficiale.
I suoi dipinti si trovano in gran quantità nelle chiese e nei musei di Bruxelles e Gand, non essendoci praticamente cappella nelle Fiandre o nel Brabante che non dichiari di possedere delle sue tele. Tuttavia fu rinomato anche al di fuori del paese natale e alcune sue opere si possono trovare anche più a sud, ad Aix-en-Provence e ad Amberg, nell'Alto Palatinato.

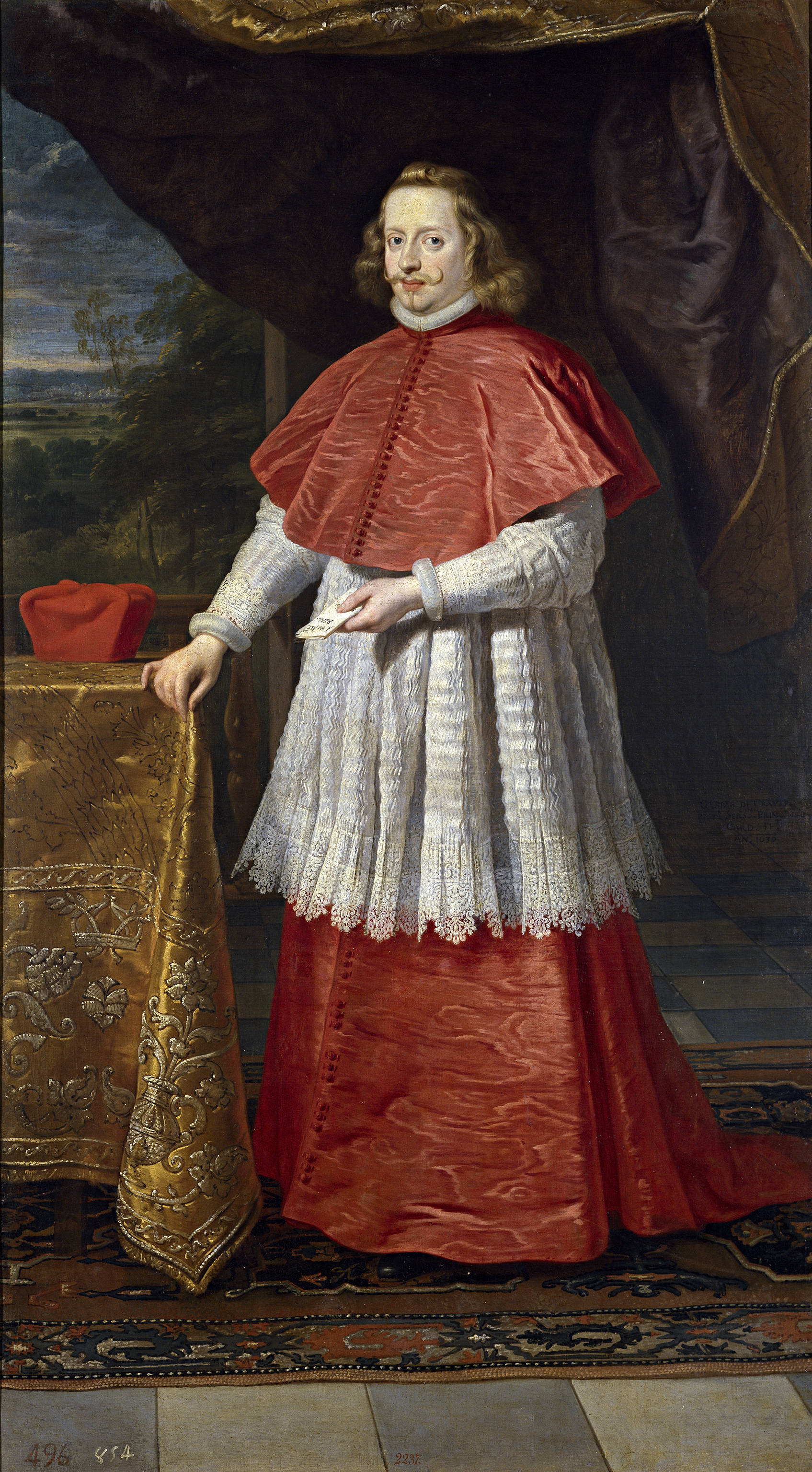
Ritratto del Cardinale-Infante Ferdinando d'Asburgo.

La sua abilità di artista decorativo è testimoniata dai pannelli realizzati per l'arco di trionfo costruito per l'entrata di Ferdinando d'Asburgo nella capitale fiamminga dopo la vittoria alla Battaglia di Nördlingen. Alcuni di questi pannelli sono attualmente esposti al pubblico nel museo di Gand. Le sue opere migliori sono La pesca miracolosa, conservata nella galleria di Bruxelles, Il giudizio di Salomone nella galleria di Gand e le Madonne con Santi attualmente al Louvre, alla pinacoteca di Monaco e al Belvedere di Vienna.

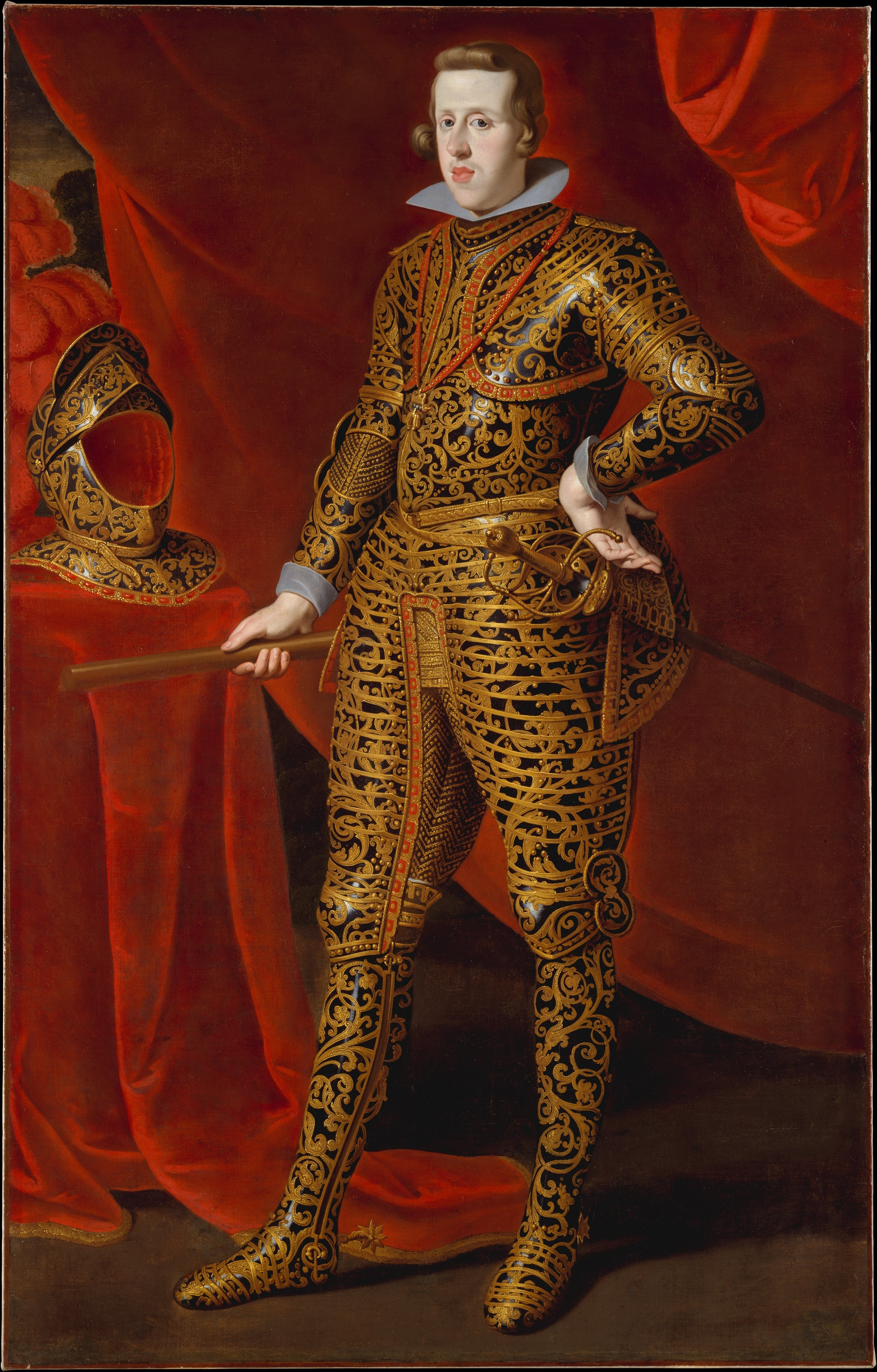
Gaspar de Crayer - Filippo IV di Spagna -(1627-1628) Louvre-Lens